# Crocodile Dundee
Crocodile Dundee is een Australische komische film uit 1986. De hoofdrollen worden vertolkt door Paul Hogan die de Australische plattelandsman Michael J. "Crocodile" Dundee speelt en Linda Kozlowski die de rol van journaliste Sue Charlton speelt.
De film werd geïnspireerd door het levensverhaal van de Australische Rodney Ansell en werd geproduceerd voor een bedrag van onder de tien miljoen dollar. Het was de bedoeling om met de film het grote Amerikaanse publiek naar de zalen te trekken, maar de film werd wereldwijd een hit. Toen de film op 30 april 1986 in Australië in première ging en later ook in andere landen bleek de film een wereldwijd succes, het was met een opbrengst van 328 miljoen dollar financieel de succesvolste film van het jaar.
Van de film zijn twee versies in omloop, de Australische versie en de Amerikaanse/internationale versie, waarin veel typisch Australisch taalgebruik is vervangen en diverse scènes zijn weggeknipt.
Crocodile Dundee leidde tot twee vervolgen, Crocodile Dundee II in 1988 en Crocodile Dundee in Los Angeles in 2001.

## Verhaal
Sue is schrijfster voor het Amerikaanse nieuwsblad Newsday. Ze krijgt de opdracht naar Australië te reizen om een lokale held te interviewen die een aanval door een krokodil kon afslaan en daardoor zijn been behield. Ze ontmoet Michael "Mick" Dundee samen met zijn maat Walter in de Australische outback.
Sue, Mick en Walter reizen door de wildernis, waarbij ze een rund hypnotiseren en een krokodil doden die Sue aanvalt. Daarnaast gaan ze naar een dansceremonie van een Aboriginalstam.
Na hun avonturen nodigt Sue Mick uit om met haar mee te gaan naar New York. Hij is voor het eerst in een grote stad. Hij verbaast zich over alledaagse stadse faciliteiten als roltrappen en vraagt zich af tot welke stam een zwarte limousinebestuurder behoort.
Sues vriend Richard nodigt Sue en Mick uit om met hem te gaan eten. De twee accepteren het aanbod, maar tijdens het diner besluit Mick op te stappen. Sue volgt hem, en in het Station Grand Central Terminal laat ze weten niet met Richard te gaan trouwen.

## Rolverdeling
| Acteur          | Personage                     |
| --------------- | ----------------------------- |
| Paul Hogan      | Michael J. 'Crocodile' Dundee |
| Linda Kozlowski | Sue Charlton                  |
| John Meillon    | Walter Reilly                 |
| David Gulpilil  | Neville Bell                  |
| Steve Rackman   | Donk                          |
| Gerry Skilton   | Nugget                        |
| Terry Gill      | Duffy                         |
| Peter Turnbull  | Trevor                        |

## Prijzen en nominaties
Gewonnen
- Golden Globe voor beste acteur in een musical- of komediefilm – Paul Hogan

Nominaties
- Academy Award voor beste originele script – Paul Hogan, Ken Shadie, John Cornell
- BAFTA Award voor beste originele script – Paul Hogan, Ken Shadie, John Cornell
- BAFTA Award voor beste mannelijke hoofdrol – Paul Hogan
- Golden Globe voor beste musical- of komediefilm
- Golden Globe voor beste vrouwelijke bijrol in film – Linda Kozlowski

## Trivia
- In de Verenigde Staten heet de film "Crocodile" Dundee, met aanhalingstekens rondom het woord "crocodile", om te voorkomen dat mensen zouden denken dat het een film over een krokodil zou zijn.
- De film die wordt afgespeeld in het hotel van Dundee heet Major Dundee.